# Archibald Reiss
Rudolphe Archibald Reiss (Hausach, 8. srpnja 1875. — Beograd, 8. kolovoza 1929.) bio je švicarski forenzičar, publicist i doktor kemije.

## Životopis
Rođen je 8. srpnja 1875. godine kao osmo dijete, od ukupno deset, kod roditelja Ferdinanda Reiss, zemljoposjednika, i Pauline Sabine Anna Gabriele Seutter von Loetzen, u Hausachu. Poslije završenog osnovnog i srednjeg obrazovanja u Njemačkoj, otišao je zbog lošeg zdravstvenog stanja na studije u Švicarsku.
Zvanje doktora kemije stekao je već u 22. godini, i biva izabran za pomoćnika za fotografiju, a potom je postao priznati docent za tu oblast, na Sveučilištu u Lausanni. Za redovnog profesora kriminalistike imenovan je 1906. godine. Kao profesor bavio se znanstvenim radom.
Na poziv srpske vlade Reiss je 1914. godine otišao u Srbiju istraživati pojedine zločine austrougarske, njemačke i bugarske vojske nad srpskim stanovništvom, ali u Bugarskoj se rezultati Reissovih istraga odbacuju uz argumente da nije snimio nijednu fotografiju žrtava "bugarskih zvjerstava", dok ih je radio za austrougarske i njemačke te da to što je bio jedan od pionira forenzičke fotografije i da se tijekom rata borio u redovima srpske vojske dovodi u sumnju njegovu nepristranost kao stručnjaka.. Bio je član delegacije jugoslavenske vlade na Mirovnoj konferenciji u Parizu.
Sa srpskom vojskom prešao je Albaniju, Solunsko bojište i s Moravskom divizijom ušao u oslobođeni Beograd, studenoga 1918. godine. Poslije rata modernizirao je tehničku policiju pri Ministarstvu unutrašnjih poslova nove države. Rudolphe Archibald Reiss, razočaran nekim negativnim pojavama u društvenom i u političkom životu povukao se pred kraj života iz svih javnih dužnosti. Živio je skromno u svojoj vili "Dobro polje" (Topčider) u Beogradu.
Godine 1926. postao je počasni građanin grada Krupnja. Te godine je također jugoslavenski ministar i general Duško Trifunović Reissa proglasio počasnim kapetanom I. klase pješaštva Vojske Kraljevine SHS.
Umro je 8. kolovoza 1929. u Beogradu. Sahranjen je na topčiderskom groblju, dok je po njegovoj želji njegovo srce odneseno u urni na Kajmakčalan, gdje je sahranjeno zajedno s ostalim vojnicima sa Solunskog bojišta.
Kao svoj posmrtni zavjet srpskom narodu ostavio je neobjavljen rukopis knjige "Čujte Srbi!" na francuskom jeziku, u izvorniku "Ecoutez les Serbes!". Ova knjiga je završena 1. lipnja 1928. godine, a tiskana je 2004. godine.